# Liste der Mitglieder des Landtages Mecklenburg-Vorpommern (7. Wahlperiode)
Diese Liste gibt einen Überblick über die Mitglieder des Landtags von Mecklenburg-Vorpommern in der 7. Wahlperiode (2016–2021). Die Landtagswahl fand am 4. September 2016 und die konstituierende Sitzung am 4. Oktober 2016 statt.

## Zusammensetzung
Nach der Landtagswahl 2016 und den Veränderungen in der aktuellen Wahlperiode setzt sich der Landtag wie folgt zusammen:
- Linke: 11
- SPD: 26
- CDU: 18
- AfD: 14
- Sonst.: 2

| Partei       | Prozent | Sitzverteilung | aktuelle Sitzverteilung |
| ------------ | ------- | -------------- | ----------------------- |
| SPD          | 30,6    | 26             | 26                      |
| AfD          | 20,8    | 18             | 14                      |
| CDU          | 19,0    | 16             | 18                      |
| LINKE        | 13,2    | 11             | 11                      |
| fraktionslos | –       | 0              | 02                      |
| Summe        |         | 71             | 71                      |

## Sitzungspräsidium
- Präsidentin des Landtags:
 Sylvia Bretschneider (SPD) (bis 28. April 2019)
 Birgit Hesse (SPD) (seit 22. Mai 2019)
- 1. Vizepräsidentin:
 Beate Schlupp (CDU)
- 2. Vizepräsidentin:
 Mignon Schwenke (LINKE)
- Schriftführer:
 Elisabeth Aßmann (SPD)
 Philipp da Cunha (SPD)
 Patrick Dahlemann (SPD)
 Nadine Julitz (SPD)
 Thomas Schwarz (SPD)
 Dirk Stamer (SPD)
 Ann Christin von Allwörden (CDU)
 Sebastian Ehlers (CDU)
 Maika Friemann-Jennert (CDU) (bis 7. April 2021)
 Franz-Robert Liskow (CDU)
 Nikolaus Kramer (AfD)
 Dirk Lerche (AfD)
 Stephan Reuken (AfD)
 Karsten Kolbe (LINKE)
 Wolfgang Weiß (LINKE)

## Fraktionsvorstände
| Fraktion                                        | Vorsitzende | Stellvertretende Vorsitzende | Parlamentarische Geschäftsführer                                                                 |
| ----------------------------------------------- | --- | --- | ------------------------------------------------------------------------------------------------ |
| SPD                                             | Thomas Krüger                                                                                                  | Andreas Butzki Tilo Gundlack Martina Tegtmeier Susann Wippermann | Jochen Schulte                                                                                   |
| CDU                                             | Vincent Kokert bis März 2020 Torsten Renz ab März 2020, bis November 2020 Wolfgang Waldmüller ab November 2020 | Ann Christin von Allwörden Burkhard Lenz Marc Reinhardt | Torsten Renz bis März 2020 Wolfgang Waldmüller ab März 2020 Franz-Robert Liskow ab November 2020 |
| AfD                                             | Leif-Erik Holm bis zum 10. Oktober 2017 Nikolaus Kramer seit dem 10. Oktober 2017                              | Holger Arppe bis September 2017 Enrico Komning bis zum 10. Oktober 2017 Ralph Weber bis zum 10. Oktober 2017 Bert Obereiner seit dem 10. Oktober 2017 Christoph Grimm seit dem 10. Oktober 2017 Stephan Reuken seit dem 10. Oktober 2017 | Matthias Manthei bis zum 25. September 2017 Ralph Weber seit dem 10. Oktober 2017                |
| Die Linke                                       | Simone Oldenburg                                                                                               | Jeannine Rösler Jacqueline Bernhardt | Peter Ritter                                                                                     |
| FREIE WÄHLER/BMV (aufgelöst am 1. Oktober 2019) | Bernhard Wildt bis 1. Oktober 2019                                                                             | Christel Weißig bis 1. Oktober 2019 Ralf Borschke bis 1. Oktober 2019 | Matthias Manthei bis 1. Oktober 2019                                                             |

## Abgeordnete
| Bild                       | Name                       | Lebens- daten | Fraktion     | Wahlkreis                                                    | Wahlergebnis in Prozent | Anmerkungen                                                                                          |
| -------------------------- | -------------------------- | ------------- | ------------ | ------------------------------------------------------------ | ----------------------- | --- |
| Rainer Albrecht            | Rainer Albrecht            | 1958          | SPD          | 5 (Hansestadt Rostock II)                                    | 36,3                    | |
| Ann Christin von Allwörden | Ann Christin von Allwörden | 1978          | CDU          | 26 (Stralsund II)                                            | 22,2                    | |
| Holger Arppe               | Holger Arppe               | 1973          | fraktionslos | Landesliste                                                  |                         | AfD-Fraktionsaustritt am 31. August 2017, Parteiausschluss im September 2018                         |
| Elisabeth Aßmann           | Elisabeth Aßmann           | 1990          | SPD          | 18 (Ludwigslust-Parchim II)                                  | 30,0                    | |
| Till Backhaus              | Till Backhaus              | 1959          | SPD          | 17 (Ludwigslust-Parchim I)                                   | 41,7                    | Landwirtschaftsminister                                                                              |
| Julian Barlen              | Julian Barlen              | 1980          | SPD          | Landesliste                                                  |                         | nachgerückt am 14. Mai 2019 für die am 28. April 2019 verstorbene Sylvia Bretschneider               |
| Christiane Berg            | Christiane Berg            | 1957          | CDU          | Landesliste                                                  |                         | |
| Jacqueline Bernhardt       | Jacqueline Bernhardt       | 1977          | LINKE        | Landesliste                                                  |                         | |
| Ralf Borschke              | Ralf Borschke              | 1958          | AfD          | Landesliste                                                  |                         | Austritt aus der AfD-Fraktion am 25. September 2017; Eintritt in die AfD-Fraktion am 1. Oktober 2019 |
| Christian Brade            | Christian Brade            | 1971          | SPD          | 31 (Ludwigslust-Parchim IV)                                  | 28,3                    | |
| Andreas Butzki             | Andreas Butzki             | 1960          | SPD          | 21 (Mecklenburgische Seenplatte IV)                          | 28,6                    | |
| Lorenz Caffier             | Lorenz Caffier             | 1954          | CDU          | 22 (Mecklenburgische Seenplatte V)                           | 26,6                    | Innenminister                                                                                        |
| Philipp da Cunha           | Philipp da Cunha           | 1987          | SPD          | 16 (Landkreis Rostock IV)                                    | 32,9                    | |
| Manfred Dachner            | Manfred Dachner            | 1949          | SPD          | 2 (Neubrandenburg I)                                         | 31,4                    | |
| Patrick Dahlemann          | Patrick Dahlemann          | 1988          | SPD          | 35 (Vorpommern-Greifswald IV)                                | 31,0                    | |
| Stefanie Drese             | Stefanie Drese             | 1976          | SPD          | 11 (Landkreis Rostock I)                                     | 29,3                    | |
| Sebastian Ehlers           | Sebastian Ehlers           | 1982          | CDU          | Landesliste                                                  |                         | |
| Dietmar Eifler             | Dietmar Eifler             | 1955          | CDU          | 25 (Vorpommern-Rügen III – Stralsund I)                      | 26,7                    | |
| Henning Foerster           | Henning Foerster           | 1975          | LINKE        | Landesliste                                                  |                         | nachgerückt am 25. August 2017 für Helmut Holter                                                     |
| Horst Förster              | Horst Förster              | 1942          | AfD          | Landesliste                                                  |                         | nachgerückt am 5. Dezember 2017 für Leif-Erik Holm                                                   |
| Dirk Friedriszik           | Dirk Friedriszik           | 1971          | SPD          | 19 (Ludwigslust-Parchim III)                                 | 28,7                    | |
| Harry Glawe                | Harry Glawe                | 1953          | CDU          | 24 (Vorpommern-Rügen II – Stralsund III)                     | 42,8                    | |
| Christoph Grimm            | Christoph Grimm            | 1957          | AfD          | Landesliste                                                  |                         | stell. Fraktionsvorsitzender seit 10. Oktober 2017                                                   |
|                            | Thomas Grote               | 1969          | CDU          | Landesliste                                                  |                         | nachgerückt am 8. April 2021 für Maika Friemann-Jennert                                              |
| Tilo Gundlack              | Tilo Gundlack              | 1968          | SPD          | 10 (Wismar)                                                  | 40,6                    | |
| Sandro Hersel              | Sandro Hersel              | 1985          | AfD          | Landesliste                                                  |                         | |
| Birgit Hesse               | Birgit Hesse               | 1975          | SPD          | 27 (Nordwestmecklenburg I)                                   | 38,5                    | seit 22. Mai 2019 Landtagspräsidentin                                                                |
| Jörg Heydorn               | Jörg Heydorn               | 1957          | SPD          | 9 (Schwerin II)                                              | 29,6                    | |
| Gunter Jess                | Gunter Jess                | 1951          | AfD          | Landesliste                                                  |                         | |
| Thomas de Jesus Fernandes  | Thomas de Jesus Fernandes  | 1974          | AfD          | Landesliste                                                  |                         | |
| Nadine Julitz              | Nadine Julitz              | 1990          | SPD          | 20 (Mecklenburgische Seenplatte III)                         | 30,2                    | |
| Dagmar Kaselitz            | Dagmar Kaselitz            | 1959          | SPD          | Landesliste                                                  | 0                       | am 28. November 2019 für Mathias Brodkorb nachgerückt                                                |
| Holger Kliewe              | Holger Kliewe              | 1963          | CDU          | 33 (Vorpommern-Rügen IV)                                     | 25,8                    | |
| Karsten Kolbe              | Karsten Kolbe              | 1987          | LINKE        | Landesliste                                                  |                         | |
| Torsten Koplin             | Torsten Koplin             | 1962          | LINKE        | Landesliste                                                  |                         | |
| Nikolaus Kramer            | Nikolaus Kramer            | 1976          | AfD          | Landesliste                                                  |                         | Fraktionsvorsitzender seit dem 10. Oktober 2017                                                      |
| Eva-Maria Kröger           | Eva-Maria Kröger           | 1982          | LINKE        | Landesliste                                                  |                         | |
| Jörg Kröger                | Jörg Kröger                | 1955          | AfD          | Landesliste                                                  |                         | |
|                            | Thomas Krüger              | 1969          | SPD          | 14 (Mecklenburgische Seenplatte II)                          | 24,5                    | Fraktionsvorsitzender                                                                                |
| Karen Larisch              | Karen Larisch              | 1969          | LINKE        | Landesliste                                                  |                         | |
| Burkhard Lenz              | Burkhard Lenz              | 1958          | CDU          | 34 (Vorpommern-Rügen V)                                      | 27,9                    | |
| Dirk Lerche                | Dirk Lerche                | 1964          | AfD          | Landesliste                                                  |                         | |
| Egbert Liskow              | Egbert Liskow              | 1957          | CDU          | Landesliste                                                  |                         | |
| Franz-Robert Liskow        | Franz-Robert Liskow        | 1987          | CDU          | 13 (Mecklenburgische Seenplatte I – Vorpommern-Greifswald I) | 28,2                    | |
| Matthias Manthei           | Matthias Manthei           | 1972          | CDU          | 29 (Vorpommern-Greifswald II)                                | 31,6                    | Austritt aus der AfD-Fraktion am 25. September 2017; Eintritt in die CDU-Fraktion am 1. Oktober 2019 |
| Ralf Mucha                 | Ralf Mucha                 | 1963          | SPD          | 4 (Hansestadt Rostock I)                                     | 33,5                    | |
| Bert Obereiner             | Bert Obereiner             | 1970          | AfD          | Landesliste                                                  |                         | |
| Simone Oldenburg           | Simone Oldenburg           | 1969          | LINKE        | Landesliste                                                  |                         | Fraktionsvorsitzende                                                                                 |
| Christian Pegel            | Christian Pegel            | 1974          | SPD          | 1 (Greifswald)                                               | 28,3                    | |
| Daniel Peters              | Daniel Peters              | 1981          | CDU          | Landesliste                                                  | 0                       | am 3. März 2020 für Vincent Kokert nachgerückt                                                       |
| Marc Reinhardt             | Marc Reinhardt             | 1978          | CDU          | Landesliste                                                  |                         | |
| Torsten Renz               | Torsten Renz               | 1964          | CDU          | Landesliste                                                  |                         | Parlamentarischer Geschäftsführer                                                                    |
| Stephan Reuken             | Stephan Reuken             | 1985          | AfD          | Landesliste                                                  |                         | |
| Peter Ritter               | Peter Ritter               | 1959          | LINKE        | Landesliste                                                  |                         | Parlamentarischer Geschäftsführer                                                                    |
| Jeannine Rösler            | Jeannine Rösler            | 1970          | LINKE        | Landesliste                                                  |                         | |
| Nils Saemann               | Nils Saemann               | 1959          | SPD          | 15 (Landkreis Rostock III)                                   | 29,5                    | |
| Beate Schlupp              | Beate Schlupp              | 1965          | CDU          | Landesliste                                                  | 0                       | 1. Landtagsvizepräsidentin                                                                           |
| Jens-Holger Schneider      | Jens-Holger Schneider      | 1971          | AfD          | Landesliste                                                  |                         | nachgerückt am 5. Dezember 2017 für Enrico Komning                                                   |
| Jochen Schulte             | Jochen Schulte             | 1962          | SPD          | 7 (Hansestadt Rostock IV)                                    | 29,0                    | Parlamentarischer Geschäftsführer                                                                    |
| Thomas Schwarz             | Thomas Schwarz             | 1958          | SPD          | 32 (Ludwigslust-Parchim V)                                   | 31,6                    | |
| Mignon Schwenke            | Mignon Schwenke            | 1954          | LINKE        | Landesliste                                                  |                         | 2. Landtagsvizepräsidentin                                                                           |
| Dirk Stamer                | Dirk Stamer                | 1980          | SPD          | 12 (Landkreis Rostock II)                                    | 29,4                    | |
| Jürgen Strohschein         | Jürgen Strohschein         | 1947          | AfD          | 36 (Vorpommern-Greifswald V)                                 | 28,6                    | |
| Martina Tegtmeier          | Martina Tegtmeier          | 1958          | SPD          | 28 (Nordwestmecklenburg II)                                  | 31,9                    | |
| Wolfgang Waldmüller        | Wolfgang Waldmüller        | 1962          | CDU          | Landesliste                                                  |                         | |
| Ralph Weber                | Ralph Weber                | 1960          | AfD          | 30 (Vorpommern-Greifswald III)                               | 35,3                    | |
| Wolfgang Weiß              | Wolfgang Weiß              | 1954          | LINKE        | Landesliste                                                  |                         | |
| Christel Weißig            | Christel Weißig            | 1945          | fraktionslos | Landesliste                                                  |                         | Austritt aus der AfD-Fraktion am 25. September 2017; fraktionslos seit 1. Oktober 2019               |
| Bernhard Wildt             | Bernhard Wildt             | 1966          | CDU          | Landesliste                                                  |                         | Austritt aus der AfD-Fraktion am 25. September 2017; Eintritt in die CDU-Fraktion am 1. Oktober 2019 |
| Susann Wippermann          | Susann Wippermann          | 1971          | SPD          | 23 (Vorpommern-Rügen I)                                      | 27,3                    | |
|                            | Thomas Würdisch            | 1962          | SPD          | Landesliste                                                  |                         | nachgerückt am 22. Oktober 2019 für Erwin Sellering                                                  |

## Ausgeschiedene Abgeordnete
| Bild                   | Name                   | Lebens- daten | Fraktion | Wahlkreis                  | Wahlergebnis in Prozent | Anmerkungen                                                                  |
| ---------------------- | ---------------------- | ------------- | -------- | -------------------------- | ----------------------- | ---------------------------------------------------------------------------- |
| Sylvia Bretschneider   | Sylvia Bretschneider   | 1960–2019     | SPD      | 3 (Neubrandenburg II)      | 32,4                    | Landtagspräsidentin, am 28. April 2019 verstorben; Nachrücker: Julian Barlen |
| Mathias Brodkorb       | Mathias Brodkorb       | 1977          | SPD      | 6 (Hansestadt Rostock III) | 31,4                    | am 12. November 2019 ausgeschieden; Nachrückerin: Dagmar Kaselitz            |
| Maika Friemann-Jennert | Maika Friemann-Jennert | 1964          | CDU      | Landesliste                |                         | am 7. April 2021 ausgeschieden; Nachrücker: Thomas Grote                     |
| Leif Erik Holm         | Leif-Erik Holm         | 1970          | AfD      | Landesliste                |                         | am 30. November 2017 ausgeschieden; Nachrücker: Horst Förster                |
| Helmut Holter          | Helmut Holter          | 1953          | LINKE    | Landesliste                |                         | am 16. August 2017 ausgeschieden; Nachrücker: Henning Foerster               |
| Vincent Kokert         | Vincent Kokert         | 1978          | CDU      | Landesliste                | 0                       | am 2. März 2020 ausgeschieden; Nachrücker: Daniel Peters                     |
| Enrico Komning         | Enrico Komning         | 1968          | AfD      | Landesliste                |                         | am 30. November 2017 ausgeschieden; Nachrücker: Jens-Holger Schneider        |
| Erwin Sellering        | Erwin Sellering        | 1949          | SPD      | 8 (Schwerin I)             | 47,4                    | am 18. Oktober 2019 ausgeschieden; Nachrücker: Thomas Würdisch               |